# Holy Motors
Holy Motors ist ein französischer Film von Leos Carax aus dem Jahr 2012. Denis Lavant spielt in der Hauptrolle einen Mann, der zwischen verschiedenen parallelen Leben hin- und herspringt. Es handelt sich um Carax’ ersten Langfilm seit 1999. Der Film war 2012 für die Goldene Palme in Cannes nominiert.

## Handlung
Der geheimnisvollen Monsieur Oscar verabschiedet sich wie ein normaler Geschäftsmann am Morgen nach einer Nacht voller unruhiger Träume über die Anfänge des Kinos und dem Frühstück von seiner Familie und wird von Céline in einer Limousine zur Arbeit abgeholt. Doch anstatt in ein Büro führt ihn seine Arbeit in verschiedene Leben, für die sich Monsieur Oscar in der Limousine vorbereitet, umzieht, schminkt, verkleidet.
Holy Motors begleitet Monsieur Oscar einen Tag lang auf seiner Fahrt durch Paris und durch die Leben verschiedener, mehr oder weniger surrealer Charaktere. So verwandelt sich Monsieur Oscar u. a. in eine Bettlerin, in einen abstrakten Tänzer in einer erotischen und dennoch hochgradig abstrakten Motion-Capture-Tanzszene, in „Monsieur Merde“, eine Art Monster, das auf dem Friedhof Père-Lachaise ein Fotoshooting stört und das Model Kay M. in die Pariser Unterwelt entführt. Er ist Vater einer Tochter im Teenager-Alter, Auftragsmörder, der sich selbst in einer weiteren Rolle als Opfer umbringt, und vieles mehr.
Leos Carax interessiert sich in Holy Motors nicht für eine konventionelle Handlung, sondern schafft einen Film, der einer Art „Traumlogik“ folgt, mit einem „halluzinatorischen Plot“.
Die verwirrende Handlung von Holy Motors kann nicht logisch entschlüsselt werden und wird unter anderem als „Kommentar zu Identität und Persönlichkeit“, als „eine wilde und groteske Feier des Kinos, die im Grunde jede Zusammenfassung sprengt und eigentlich nur gesehen und nicht beschrieben werden kann“ bzw. als „ein schön-hässliches Liebesgedicht an das Kino“ interpretiert.

## Produktion

### Entwicklung
Vor der Produktion von Holy Motors hatte Leos Carax fünf Jahre lang versucht, genug Geld für einen großen englischsprachigen Film aufzutreiben. Als die Investoren jedoch eher zurückhaltend reagierten, entschied sich Carax, dessen letzter Langfilm Pola X bereits von 1999 war, frustriert, zuerst eine kleinere französischsprachige Produktion zu machen, um wieder zu internationaler Bekanntheit zu gelangen. Inspiriert vom Episodenfilm Tokyo!, für den er eine Episode gedreht hatte, entschied sich Carax dafür, seinem langjährigen Weggefährten Denis Lavant einen billigen Film auf den Leib zu schreiben. Carax gelang es, potenzielle Investoren, die sich wegen eines zu hohen Budgets Sorgen machten, zu beruhigen, indem er digital drehte, was er sonst rigoros ablehnt.
Das ursprüngliche Konzept des Films basierte auf Carax’ Beobachtung, dass immer mehr Stretch-Limousinen für Hochzeiten gebucht wurden. Der Regisseur war fasziniert von der Größe dieser Fahrzeuge. „Sie sind altmodisch, wie alte futuristische Spielzeuge aus der Vergangenheit. Ich finde, sie verkörpern das Ende einer Ära, die Ära riesiger, sichtbarer Maschinen.“ Von hier aus erwuchs die Idee einer zunehmenden Digitalisierung der Gesellschaft; ein Science-Fiction-Szenario, in dem Organismen und Maschinen an einem allgemeinen Überfluss teilhaben. Die Eröffnungsszene ist inspiriert von einer Erzählung E. T. A. Hoffmanns über einen Mann, der eine Geheimtür in seinem Schlafzimmer entdeckt, die in eine Oper führt.

### Casting
Carax sagte über die Hauptrolle, die speziell für Lavant geschrieben wurde: „Wenn Denis nein gesagt hätte, hätte ich die Rolle Lon Chaney oder Chaplin angeboten. Oder Peter Lorre oder Michel Simon.“ Édith Scob hatte zuvor schon bei Die Liebenden von Pont-Neuf mit Carax gearbeitet, wurde aber fast komplett herausgeschnitten, weshalb Carax meinte, ihr eine größere Rolle zu schulden. Außerdem war er der Meinung, Holy Motors verdanke Georges Franjus Augen ohne Gesicht, in dem Scob ebenfalls mitspielte, sehr viel. Scob für Holy Motors zu engagieren war also eine Verbeugung vor diesem Film.
Die Figur Kay M. entstammte einem nicht realisierten Projekt mit Lavant und Kate Moss, das der Merde-Figur aus Tokyo! in die USA folgen sollte. Carax bot Eva Mendes diese Rolle an, nachdem sich beide auf einem Festival getroffen und beschlossen hatten, einen gemeinsamen Film zu drehen. Auf Kylie Minogue wurde Carax aufmerksam, weil Claire Denis sie für ein gestrichenes Projekt vorgeschlagen hatte. Die Rolle von Michel Piccoli sollte ursprünglich von Carax selbst gespielt werden, aber er entschied, dass es irreführend war, wenn ein Filmemacher im eigenen Film mitspielt. Als Piccoli für die Rolle ausgewählt wurde, sollte er nicht erkennbar sein und unter einem Pseudonym auftreten, aber sein Auftritt drang doch an die Medien.

### Dreh und Postproduktion
Der Großteil des Films wurde in Paris gedreht. Die Dreharbeiten fanden von September bis November 2011 statt. Das Lied Who Were We? von Kylie Minogue wurde von Carax und Neil Hannon von der Popgruppe The Divine Comedy speziell für Holy Motors geschrieben. Der Soundtrack umfasst außerdem bereits veröffentlichte Musik von Dmitri Schostakowitsch, den Sparks, Gérard Manset, R. L. Burnside und den Track Sinking of Bingou-Maru aus dem Film Godzilla.

## Veröffentlichung
Die Premiere des Films war am 23. Mai 2012 im Wettbewerb der 65. Filmfestspiele in Cannes. Variety berichtete, der Film sei mit „Gejohle und Geschrei“ und „stürmischer Aufregung von Kritikern auf Twitter“ begrüßt worden.
Der Film startete in Frankreich am 4. Juli 2012 im Verleih von Les Films du Losange.
Der deutsche Kinostart erfolgte am 30. August 2012 im Arsenal Filmverleih.

## Rezeption
Holy Motors hat bereits bei seiner Veröffentlichung zahlreiche positive Kritiken geerntet. Wenke Husmann nennt den Film in Zeit online vom 23. Mai 2012 „irre, komisch, klug und wunderschön“ und schreibt: „Leos Carax verfilmt zwar eine zutiefst verstörende Idee, verleiht ihr aber so viel Poesie und Humor, dass man sich gern auf das Experiment einlässt.“
Für Tobias Kniebe von der Süddeutschen Zeitung, der den Film in Cannes sah, ist Holy Motors „ein Trip an die Grenzen des Kinos und noch ein wenig darüber hinaus […], das Seltsamste und Poetischste und ja, auch Komischste […], was man hier bisher sah“.
Susanne Ostwald nennt Holy Motors in der Neuen Zürcher Zeitung einen „bizarre[n] Geniestreich“, und Michael Kienzl lobt den Film auf critic.de: „Holy Motors ist ein ungebändigtes Monster, reich an Eindrücken, Erzähltönen und Bedeutungsebenen. Viele davon lassen sich gar nicht angemessen beschreiben, sondern müssen erfahren werden. Und das ist für einen Film schließlich eines der schönsten Komplimente, die man ihm machen kann: dass ihm Bilder gelingen, die sich mit den Mitteln der Sprache nicht mehr greifen lassen.“
Oliver Armknecht beschreibt Holy Motors als eine „faszinierende, oft surreale Mischung der verschiedensten Genres“, die sich „so konsequent über alle Grenzen hinwegsetzt, dass jeder Vergleich witzlos ist – und genau damit im Gedächtnis bleibt“.
2016 belegte Holy Motors bei einer Umfrage der BBC zu den 100 bedeutendsten Filmen des 21. Jahrhunderts den 16. Platz.